# Heterosternuta ouachita
Heterosternuta ouachita is een keversoort uit de familie waterroofkevers (Dytiscidae). De wetenschappelijke naam van de soort is voor het eerst geldig gepubliceerd in 1979 door Matta & Wolfe.